# Футбольний фінт
Футбольний фінт — це рух, унаслідок якого суперника вводять в оману, облудний захід виконаний футболістом.
Якісне виконання фінтів залежить від наявності у футболіста необхідних фізичних і психічних якостей, його інтуїції й можливості імпровізувати. Отут особливу ролю відіграє: багата уява, швидкість реакції, висота розміщення центру ваги корпуса тіла, швидкість і загальна фізична підготовка.
Існують фінти, які виконують із м'ячем або без м'яча
- Фінти без м'яча залежно від характеру руху стосуються загальної техніки футболіста. Це прискорення, зміна швидкості й напрямку перегону. Фінти без м'яча — це засіб звільнення футболіста від опіки його суперника з метою виходу на вигідну йому позицію для оволодіння м'ячем. Приміром, під час руху вкидання м'яча через бічну лінію (аут). Захисники теж застосовують фінти без м'яча. Вони спостерігають за атаками суперника, який веде м'яч, і намагається спровокувати, щоб він відпустив м'яч, і тоді вибиває або відбирає його. Воротарі (голкіпери) застосовують фінти всім тілом з метою створення такої штучної ситуації, щоб нападники завдавали ударів у ті кути воріт, до захисту яких вони підготувалися заздалегідь. Досить ефективно воротарі застосовують фінти під час виходів зі своїх воріт. Фінти без м'яча — це природні рухи. Їх опановують під час проведення ігрових вправ та спортивних ігор.
- Фінти з м'ячем розподіляються залежно від місця й положення, яке займає суперник під час виконання футболістом фінту — попереду, збоку, позаду.

## Приклади фінтів
1. Самбреро[1]
2. Навколо світу[2]
3. Еластіко[3]
4. Удар скорпіона
5. Марсельська рулетка